# Nancy Pelosi
Nancy Patricia Pelosi (született D'Alesandro) (Baltimore, Maryland, 1940. március 26. –) amerikai politikus, az Egyesült Államok Képviselőházának 52.  elnöke. Az első nő, aki ezt a posztot betöltötte.
A tisztséget elsőként 2007. január 4. és 2011. január 3. között viselte a Demokrata Párt jelöltjeként. Ezt követően a kisebbségbe kerülő demokrata képviselőcsoport vezetője volt nyolc évig. 2018. január 3-tól – miután a demokraták ismét többséget szereztek a képviselőházban – újra elnökké választották. 2022 novemberében bejelentette, hogy lemond, mint a párt képviselőházi frakcióvezetője, nem indul az ellenzéki vezetői posztért.
1987-től folyamatosan megválasztották a képviselőház tagjának Kaliforniában. Ez idő alatt három választókerületet képviselt: 1987–1993 között Kalifornia 5., 1993–2013 között a 8., 2013-tól kezdődően pedig a 12. választókerület képviselője volt.

## Élete

### Fiatalkora
Erős politikai indíttatással rendelkező, baltimore-i családba született: édesapja, Thomas D’Alesandro, Jr., kongresszusi képviselő, majd 12 éven át Baltimore polgármestere volt. Később bátyja, Thomas D'Alesandro III is viselte a Baltimore-i polgármesteri tisztséget.
A washingtoni Trinity College-ban tanult politikatudományt, 1962-ben szerezte meg diplomáját. Itt ismerkedett meg Paul Pelosival, akivel 1963-ban összeházasodtak. A házaspár New Yorkba, majd hat évvel később Kaliforniába, San Franciscóba költözött. Öt gyermekük született: négy lány és egy fiú.

### Politikai pályafutásának kezdete
Politikai pályafutása Kaliforniához kötődik. Eleinte a gyermeknevelési politika mellett, a San Franciscó-i demokraták önkénteseként dolgozott. Összejöveteleket szervezett, kampányokban vett részt, és hatékonynak bizonyult a forrásszervezésben, adományok gyűjtésében. Sikerei révén ismertsége is növekedett, és 1976-tól már Kaliforniát képviselte a demokrata párt országos választmányában (DNC). 1981 és 1983 között a Kaliforniai Demokrata Párt vezetője volt.

### Kongresszusi képviselőként
Tevékenysége során baráti kapcsolatba került Kalifornia állam egyik kongresszusi képviselőjével, Phil Burtonnel és feleségével, Salával. Burton 1983-as halála után özvegyét választották meg kongresszusi képviselőnek, ám Sala Burton szintén megbetegedett és 1987-ben elhunyt. Halála előtt arra biztatta Pelosit, hogy induljon megüresedő helyéért. Pelosi az időközi választáson bejutott a Kongresszusba. A következő évben, 1988-ban rendezett választáson mandátumát megvédte a hagyományosan demokrata többségű körzetben, ahogyan ettől kedve minden választáson – 2018-ig 16 alkalommal. 2002-ben az ellenzéki demokrata frakció vezetőjévé választották. Ezzel ő lett az első nő az amerikai történelemben, aki ezt a posztot betölthette.

### Első házelnöki megbízatása
A 2006-os félidős választásokon a demokraták többséget szereztek az amerikai Kongresszusban, és Pelosit 2007. január 4-én a Kongresszus elnökévé választották. Ezen a poszton is ő volt az első női elnök az Egyesült Államok történetében. A republikánus elnök George W. Bush heves kritikusaként lépett föl, ellenezte az iraki háborút, kiállt a fegyvertartás szigorítása és az abortuszhoz való jog mellett. Ugyanakkor 2009-ben ellentmondásos helyzetbe került, amikor a CIA azt állította, hogy tudnia kellett a CIA által alkalmazott, vízbefojtást imitáló vallatási technikákról, amik ellen Pelosi nyilvánosan szót emelt, ám ő tagadta, hogy tudott volna a gyakorlatról.
A 2008-as amerikai elnökválasztáson a demokraták jelöltje, Barack Obama lett az ország elnöke. Pelosi – a képviselőházi többség vezetőjeként – fontos támasza volt az első színesbőrű elnök politikájának. Így jelentős szerepe volt a sok, korában biztosítással nem rendelkező (többnyire friss bevándorlói hátterű) amerikai polgárnak egészségbiztosítást eredményező, de heves belpolitikai vitát kiváltó társadalombiztosítási reform, az Obamacare keresztülvitelében.
A 2010-es félidős választáson a demokraták elvesztették képviselőházi többségüket, így a képviselőház élére republikánus jelölt került John Boehner személyében. Pelosi ismét az ellenzéki demokrata frakció vezetője lett.

### Az ellenzéki frakció vezetője
Pelosi a következő nyolc évben az ellenzéki, demokrata frakció vezetője volt. Tevékenységét és a vezetése alatt álló demokraták gyenge eredményeit számos kritika érte. 2016-ban Tim Ryan demokrata képviselő versenybe szállt, hogy átvegye a képviselőcsoport irányítását, de alulmaradt Pelosival szemben. 2018. február 8-án, az amerikai történelemben rekord hosszúnak számító felszólalást mondott el a képviselőház ülésén: 8 óra 7 percen át beszélt a gyermekként az Egyesült Államokba került illegális bevándorlók jogainak tervezett megnyirbálása ellen tiltakozva.

### Második házelnöki megbízatása
A demokraták a 2018. novemberi félidős választásokon visszaszerezték a többséget a képviselőházban, így Pelosit 2019. január 3-án ismét a ház elnökévé választották, így ő lett Donald Trump ellenzékének egyik legmeghatározóbb vezetője.

#### Látogatása Tajvanba
2022. augusztus 2-án meglátogatta a Kínai Köztársaságot (Tajvant), ázsiai körtúrájának részeként, ahol megállói voltak Szingapúrban, Malajziában, Dél-Koreában és Japánban is. Nem sokkal érkezését követően Pelosi azt nyilatkozta, hogy látogatása egyértelmű jele annak, hogy az Egyesült Államok „rendületlenül támogatja Tajvan életteljes demokráciáját.” Meglátogatta az ország törvényhozó szerveit és találkozott az ország elnökével, Caj Jing-vennel, aki kitüntette a Kegyes Felhők Rendje kitüntetéssel.

## Magánélete
2022 novemberében Pelosi férjét, Paul Pelosit megtámadta otthonukban David DePape. Egy kalapáccsal verte fejbe többször is Pelosit, azt kérdezve, hogy „Hol van Nancy? Hol van Nancy?” A támadó elmondása szerint a célja az volt, hogy Nancy Pelosit elrabolja. Az esemény nagy szerepet játszott azon döntésében, hogy nem indul a demokraták frakcióvezetői pozíciójáért.

### Bennfentes kereskedési vádak
Pelosit bírálták családja részvénykereskedelmi tevékenységei miatt, különösen azután, hogy jelentések szerint befektetési portfóliója 2024-ben 54%-os hozamot ért el, felülmúlva számos fedezeti alapot és az S&P 500-at. A kritikusok szerint a kongresszus tagjai, köztük Pelosi, hozzáférhetnek nem nyilvános információkhoz, amelyek személyes befektetéseik előnyére válhatnak, annak ellenére, hogy a 2012-es STOCK törvény megtiltja a törvényhozók számára a bennfentes kereskedelmet.
2024 júliusában Pelosi férje, Paul, ötszázezer és 1 millió dollár közötti értékben adott el Visa-részvényeket röviddel azelőtt, hogy az Igazságügyi Minisztérium trösztellenes pert indított a cég ellen. Ez a tranzakció bennfentes kereskedelem vádját vonta maga után. Pelosi szóvivője kijelentette, hogy ő nem birtokol egyedi részvényeket, és nem vett részt férje befektetési döntéseiben. 2025-ig nem jelentettek be hivatalos vizsgálatot vagy vádemelést.
Az eset felerősítette a kétpárti felhívásokat új törvényhozásra, amely megtiltaná a kongresszus tagjainak és közvetlen családtagjaiknak a részvénykereskedelmet. Válaszként Josh Hawley szenátor 2025 elején újra benyújtotta a Választott Vezetők Részvény- és Befektetéstulajdonának Megakadályozásáról szóló (PELOSI) törvényt.